# Ion Antolín Llorente
Ion Fernando Antolín Llorente (Villalón de Campos, 1977) es un periodista español, Secretario de Estado de Comunicación durante diciembre de 2024.
Empezó su trayectoria estudiando comunicación audiovisual en el COAR Palencia (Casa de Oficios Arsenio Revuelta COAR, escuela promovida por la Unión General de Trabajadores, UGT). Posteriormente hizo un MBA no oficial on-line en The Power Business School.
Como periodista, ha trabajado para diversos medios de comunicación como Antena 3 Noticias, Estrella Digital, El Plural y ha colaborado con medios como El Norte de Castilla. 
Posteriormente se especializó en comunicación institucional, trabajando para organizaciones como la Universidad Camilo José Cela, como director de comunicación de Banca Cívica y como responsable de comunicación externa de CaixaBank.
En 2021 fue nombrado Director General de Coordinación Informativa de la Secretaría de Estado de Comunicación y en 2022 fue nombrado Director de Comunicación del PSOE. En diciembre de 2024, después de la renuncia de Francesc Vallès Vives, fue nombrado secretario de Estado de Comunicación, causando baja voluntaria veinte días después alegando problemas de salud.